# Ruta europea E15
La ruta europea E15 o E-15 forma parte de las carreteras de Clase A de recorrido norte-sur, con un trazado de 3.627 km, une Inverness, al norte del Reino Unido, con Algeciras, al sur de España, pasando por Francia.

## Tramos

### EnReino Unido

Identificador genérico usado para la E-15 (en Reino Unido no se encuentra señalizada).

| Carretera          | Inicio     | Fin        |
| ------------------ | ---------- | ---------- |
| A9                 | Inverness  |            |
| A9                 | Inverness  | Perth      |
| A9 M90             | Perth      | Edimburgo  |
| A902 A720 A68 A696 | Edimburgo  | Newcastle  |
| A1                 | Newcastle  | Doncaster  |
| A1                 | Doncaster  | Londres    |
| M25 M26 M20        | Londres    | Folkestone |
| A20                | Folkestone | Dover      |

### EnFrancia

Identificador usado en Francia para la E-15.

| Carretera | Inicio | Fin      |
| --------- | ------ | -------- |
| A-26 A-1  | Calais | París    |
| A-6       | París  | Lyon     |
| A-7       | Lyon   | Orange   |
| A-9       | Orange | Perpiñán |

### EnEspaña

Identificador usado en España para la E-15.

| Carretera | Inicio                      | Fin                         |
| --------- | --------------------------- | --------------------------- |
| AP-7      | La Junquera                 | Sagunto                     |
| A-7       | Sagunto                     | Silla                       |
| AP-7      | Silla                       | Alicante                    |
| A-70      | Alicante                    | Elche                       |
| A-7       | Elche                       | Albuñol                     |
| A-7       | Albuñol                     | Castillo de Baños (Polopos) |
| A-7       | Castillo de Baños (Polopos) | Castell de Ferro            |
| A-7       | Castell de Ferro            | La Herradura (Almuñécar)    |
| A-7       | La Herradura (Almuñécar)    | Torremolinos                |
| AP-7      | Torremolinos                | Guadiaro                    |
| A-7       | Guadiaro                    | Algeciras                   |
| N-357     | Algeciras                   | Puerto de Algeciras         |

## Galería

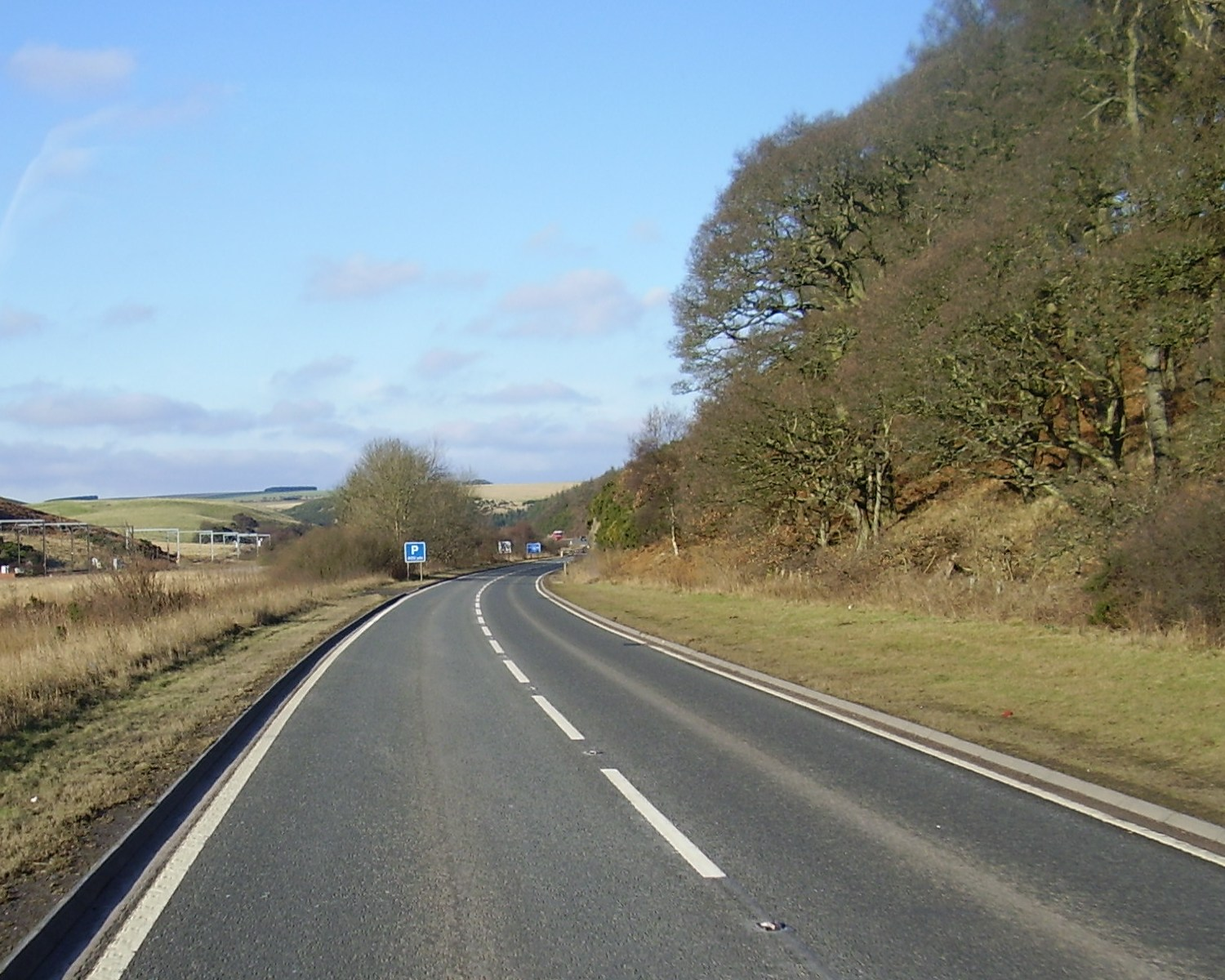
E15 a su paso por Escocia.
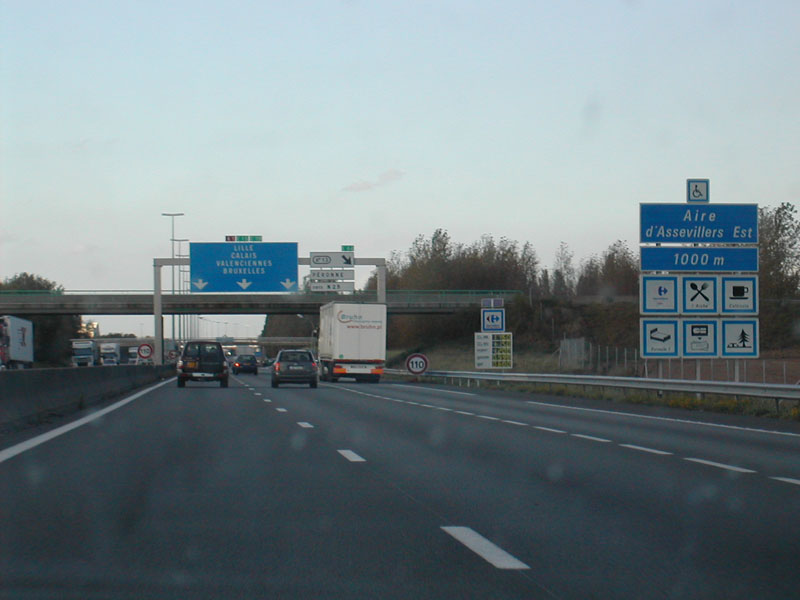
A1/E15 a su paso por Francia.
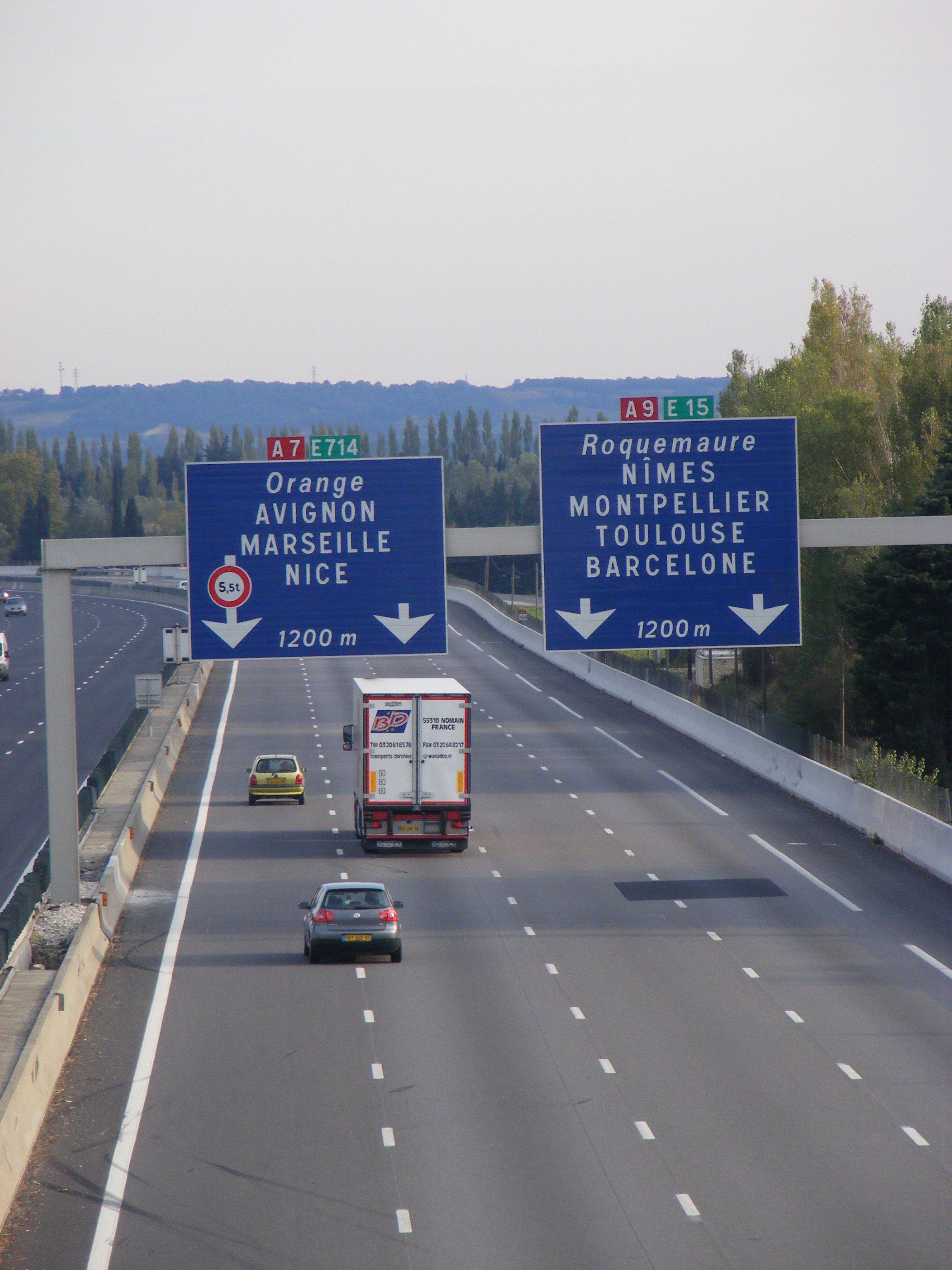
A7 A9/E15 a su paso por Francia.
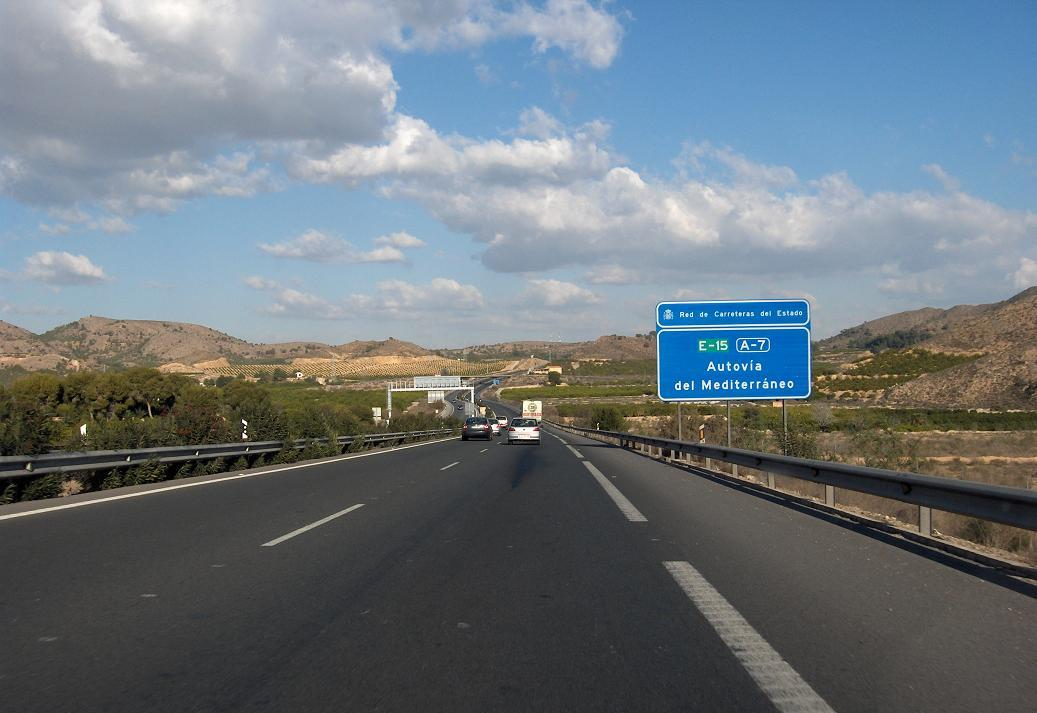
E15 a su paso por España por A-7.